# 徳富蘇峰
徳富 蘇峰（とくとみ そほう、1863年3月14日（文久3年1月25日） - 1957年（昭和32年）11月2日）は、明治から昭和戦後期にかけての日本のジャーナリスト、思想家、歴史家、評論家。『國民新聞』を主宰し、大著『近世日本国民史』を著したことで知られている。
蘇峰は号で、本名は猪一郎（豬弌郒）（いいちろう）。字は正敬（しょうけい）。筆名は菅原 正敬（すがわら しょうけい）、大江 逸（おおえ いつ、逸郎とも）。雅号に山王草堂主人、頑蘇老人、蘇峰学人、銑研、桐庭、氷川子、青山仙客、伊豆山人など。生前自ら定めた戒名は百敗院泡沫頑蘇居士（ひゃぱいいんほうまつがんそこじ）。
小説家の徳冨蘆花は実弟である。

## 経歴

### 生い立ちと青年時代
1863年3月14日（文久3年1月25日）、肥後国上益城郡杉堂村（現熊本県上益城郡益城町上陳）の母の実家（矢嶋家）にて、熊本藩の一領一疋の郷士・徳富一敬の第五子・長男として生れた。徳富家は代々葦北郡水俣で惣庄屋と代官を兼ねる家柄であり、幼少の蘇峰も水俣で育った。父の一敬は「淇水」と号し、「維新の十傑」 のひとり横井小楠に師事した人物で、一敬・小楠の妻同士は姉妹関係にあった。一敬は、肥後実学党の指導者として藩政改革ついで初期県政にたずさわり、幕末から明治初期にかけて肥後有数の開明的思想家として活躍した。
蘇峰は、8歳まで水俣（浜村、通称居倉） に住んでおり、1870年（明治3年）の暮れ、8歳の頃に熊本東郊の大江村に引き移った。1871年（明治4年）から兼坂諄次郎に学んだ。読書の力は漸次ついてきて、『四書』『五経』『左伝』『史記』『歴史網鑑』『国史略』『日本外史』『八家文』『通鑑網目』なども読み、兼坂から習うべきものも少なくなった。1872年（明治5年）には熊本洋学校 に入学したが、年少（10か11歳）のため退学させられ、このことはあまり恥辱でもなかったが、大変不愉快な思いを憶えたという。その後1875年（明治8年）に再入学する。この間、肥後実学党系の漢学塾に学んでいる。熊本洋学校では漢訳の『新約・旧約聖書』などにふれて西洋の学問やキリスト教に興味を寄せ、1876年（明治9年）、横井時雄、金森通倫、浮田和民らとともに熊本バンド（花岡山の盟約）の結成に参画、これを機に漢学・儒学から距離をおくようになった。
熊本洋学校閉鎖後の1876年（明治9年）8月に上京し、官立の東京英語学校に入学するも10月末に退学、京都の同志社英学校に転入学した。同年12月に創設者の新島襄により金森通倫らとともに洗礼を受け、西京第二公会に入会、洗礼名は掃留（ソウル）であった。若き蘇峰は、言論で身を立てようと決心するとともに、地上に「神の王国」を建設することをめざした。
しかし、1880年（明治13年）春、新島の長期不在中に同志社英学校幹事市原盛宏らが英学校2年上級と下級を合併して1クラスにしたことが発端となって不平組がストライキを起こす。その大将は大久保真次郎で、范増格の謀主は蘇峰であった。結局、この騒動は新島が4月13日の朝礼の際に自分の掌を杖で打ち、自らを罰して生徒に訓したことによって終息し（自責の杖事件）、騒動の責任を感じた蘇峰は卒業目前で同志社英学校を中退した。
その後蘇峰は東京に赴き下谷一致教会で植村正久に面会したが、「植村氏は如何にもぶつきら棒の漢にて、新島先生と相対したる気持などは、露程も出で来らず」、それ以来教会通いをやめてしまった。新聞記者志願もかなわず、翌1881年（明治14年）、帰郷して自由党系の民権結社相愛社に加入し、自由民権運動に参加した。このとき蘇峰は相愛社機関紙『東肥新報』の編集を担当、寄稿もしてナショナリズムに裏打ちされた自由民権を主張している。
1882年（明治15年）3月、元田永孚の斡旋で入手した大江村の自宅内に、父・一敬とともに私塾「大江義塾」を創設する。1886年（明治19年）の閉塾まで英学、歴史、政治学、経済学などの講義を通じて青年の啓蒙に努めた。その門下には宮崎滔天や人見一太郎らがいる。

### 『國民新聞』の創刊と平民主義

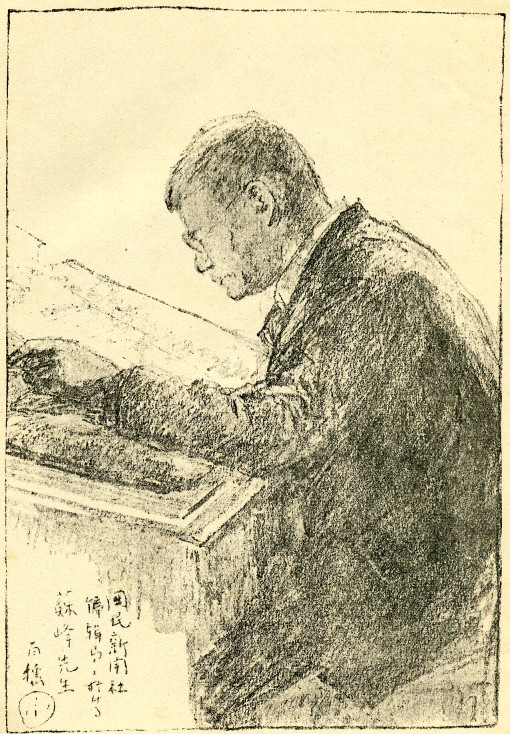
『蘇峰文選』に掲載された国民新聞社時代の蘇峰

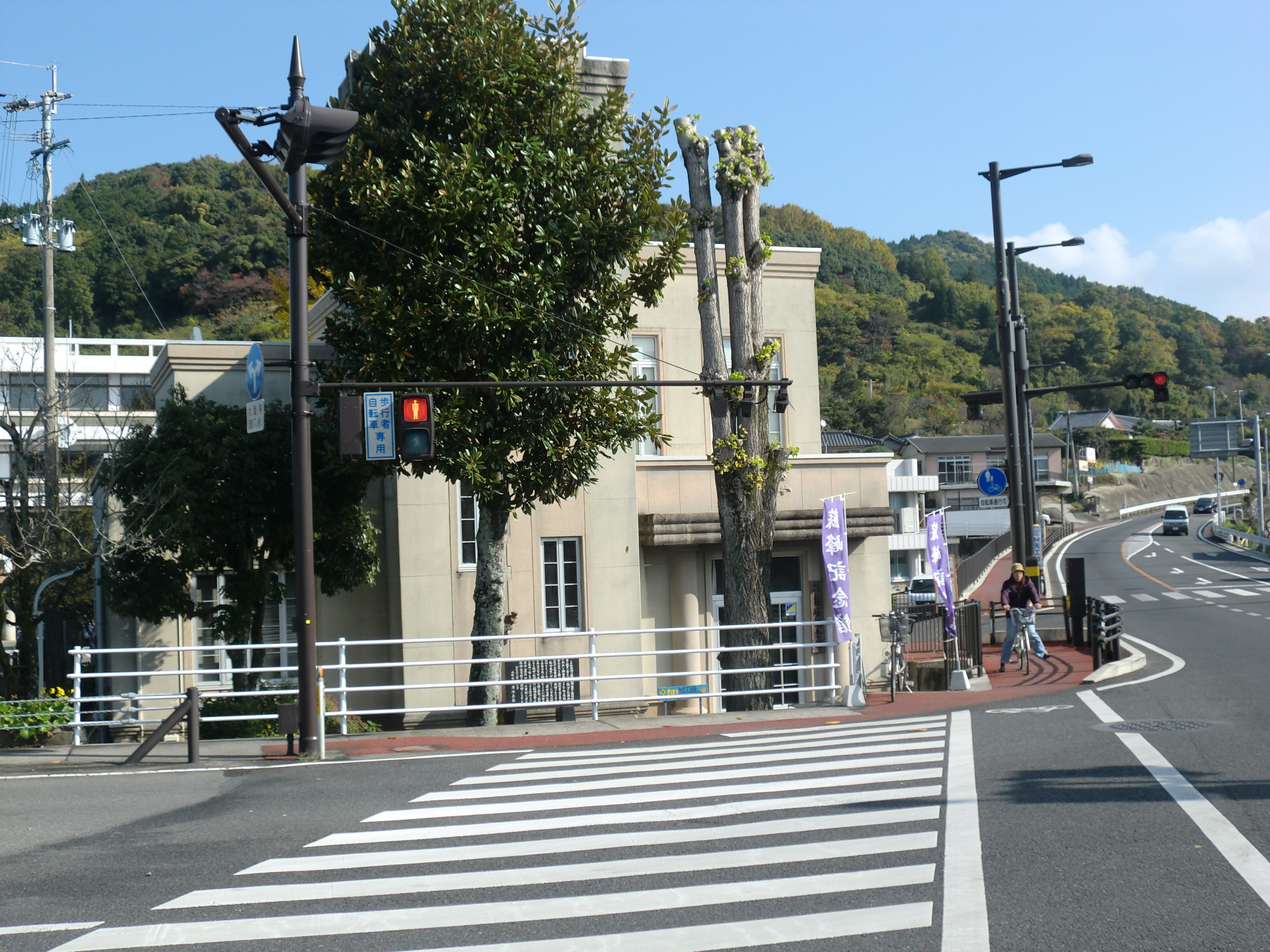
水俣市にある市立蘇峰記念館（旧水俣市立図書館「淇水文庫」）

大江義塾時代の蘇峰は、リチャード・コブデンやジョン・ブライトらマンチェスター学派と呼ばれるヴィクトリア朝の自由主義的な思想家に学び、馬場辰猪などの影響も受けて平民主義の思想を形成していった。1882年（明治15年）夏に上京し、慶應義塾に学ぶ従兄の江口高邦に伴われて福澤諭吉に面会。
蘇峰のいう「平民主義」は、「武備ノ機関」に対して「生産ノ機関」を重視し、生産機関を中心とする自由な生活社会・経済生活を基盤としながら、個人に固有な人権の尊重と平等主義が横溢する社会の実現をめざすという、「腕力世界」に対する批判と生産力の強調を含むものであった。これは、当時の藩閥政府のみならず民権論者のなかにしばしばみられた国権主義や軍備拡張主義に対しても批判を加えるものであり、自由主義、平等主義、平和主義を特徴としていた。蘇峰の論は、1885年（明治18年）に自費出版した『第十九世紀日本の青年及其教育』（のちに『新日本之青年』と解題して刊行）、翌1886年（明治19年）に刊行された『将来之日本』 に展開されたが、いずれも大江義塾時代の研鑽によるものである。彼の論は、富国強兵、鹿鳴館、徴兵制、国会開設に沸きたっていた当時の日本に警鐘を鳴らすものとして注目された。

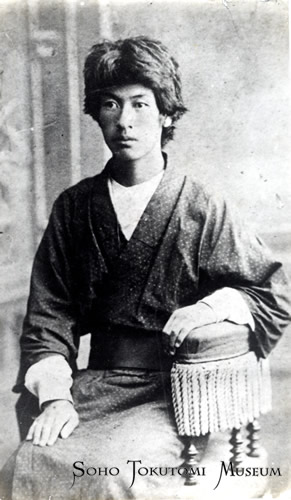
蘇峰24歳（1886年夏）

蘇峰は1886年（明治19年）の夏、脱稿したばかりの『将来之日本』の原稿をたずさえ、新島襄の添状を持参して高知にあった板垣退助（自由党総理）を訪ねている。原稿を最初に見せたかったのが板垣であったといわれている
。同書は蘇峰の上京後に田口卯吉の経済雑誌社より刊行されたものであるが、その華麗な文体は多くの若者を魅了し、たいへん好評を博したため、蘇峰は東京に転居して論壇デビューを果たした。これが蘇峰の出世作となった。
1887年（明治20年）2月には東京赤坂榎坂に姉・初子の夫・湯浅治郎の協力を得て言論団体「民友社」を設立し、月刊誌『国民之友』を主宰した。この誌名は、蘇峰が同志社英学校時代に愛読していたアメリカの週刊誌『The Nation』から採用したものだといわれている。
民友社には弟の蘆花をはじめ山路愛山、竹越與三郎、国木田独歩らが入社した。『国民之友』は、日本近代化の必然性を説きつつも、政府の推進する「欧化主義」に対しては「貴族的欧化主義」と批判、三宅雪嶺、志賀重昂、陸羯南ら政教社の掲げる国粋主義（国粋保存主義）に対しても平民的急進主義の主張を展開して当時の言論界を二分する勢力となり、1888年（明治21年）から1889年（明治22年）にかけては、大同団結運動支援の論陣を張った。また、平民叢書第6巻として『現時之社会主義』を1893年（明治26年）に発刊するなど社会主義思想の紹介もおこない、当時にあっては進歩的な役割をになった。
その一方で蘇峰は1888年（明治21年）、森田思軒、朝比奈知泉らとともに「文学会」の発会を主唱した。会は毎月第2土曜日に開かれ、気鋭の文筆家たちが酒なしで夕食をともにし、食後に1人ないし2人が文学について語り、また参加者全員で雑談するという会合で、坪内逍遥や森鷗外、幸田露伴などが参加した。
1890年（明治23年）2月、蘇峰は民友社とは別に国民新聞社を設立して『國民新聞』を創刊し、以後、明治・大正・昭和の3代にわたってオピニオンリーダーとして活躍することとなった。さらに蘇峰は、1891年（明治24年）5月には『国民叢書』、1892年（明治25年）9月には『家庭雑誌』、1896年（明治29年）2月には『国民之友英文之部』（のち『欧文極東（The Far East）』）を、それぞれ発行している。このころの蘇峰は、結果として利害対立と戦争をしか招かない「強迫ノ統合」ではなく、自愛主義と他者尊重と自由尋問を基本とする「随意ノ結合」を説いていた。蘇峰は、『國民新聞』発刊にあたって、
と記している。
蘇峰は1891年（明治24年）10月、『国民之友』誌上に「書を読む遊民」を発表している。そこで蘇峰は、中学校（旧制）に進学せず、地方の町村役場で吏員となっている若者や小学校の授業生（授業担当無資格教員）となっている地方青年に、専門的な実業教育を施して生産活動に参画せしむるべきことを主張している。

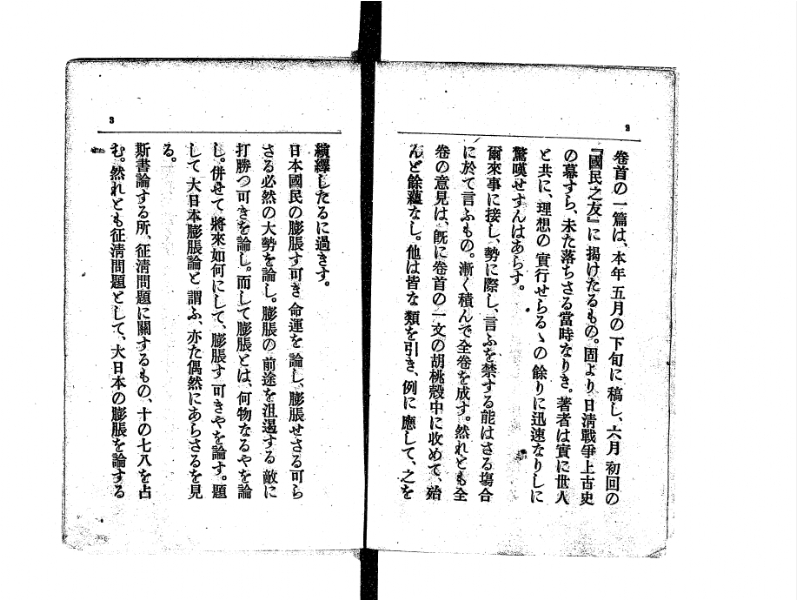
『大日本膨脹論』（一部）

一方では1889年（明治22年）1月に『日本国防論』、1893年（明治26年）12月には『吉田松陰』を発刊し、1894年（明治27年）、対外硬六派に接近して第2次伊藤内閣を攻撃し、日清戦争に際しては、内村鑑三の「Justification of Korean War」を『国民之友』に掲載して朝鮮出兵論を高唱した。蘇峰は、日清開戦におよび、7月の『国民之友』誌上に「絶好の機会が到来した」と書いた（「好機」）。それは、今が、300年来つづいてきた「収縮的日本」が「膨脹的日本」へと転換する絶好の機会だということである。蘇峰は戦況を詳細に報道、自ら広島の大本営に赴き、現地に従軍記者を派遣した。
さらに蘇峰は、参謀次長・川上操六、軍令部長・樺山資紀らに対しても密着取材を敢行している。同年12月後半には『国民之友』『國民新聞』社説を収録した『大日本膨脹論』を刊行した。

### 「変節」と政界入り
従軍記者として日清戦争後も旅順にいた32歳の蘇峰は、1895年（明治28年）4月のロシア・ドイツ・フランスによるいわゆる三国干渉の報に接し、「涙さえも出ないほどくやしく」感じ、激怒して「角なき牛、爪なき鷹、嘴なき鶴、掌なき熊」と日本政府を批判し、国家に対する失望感を吐露した。
蘇峰は、
と回想している
。

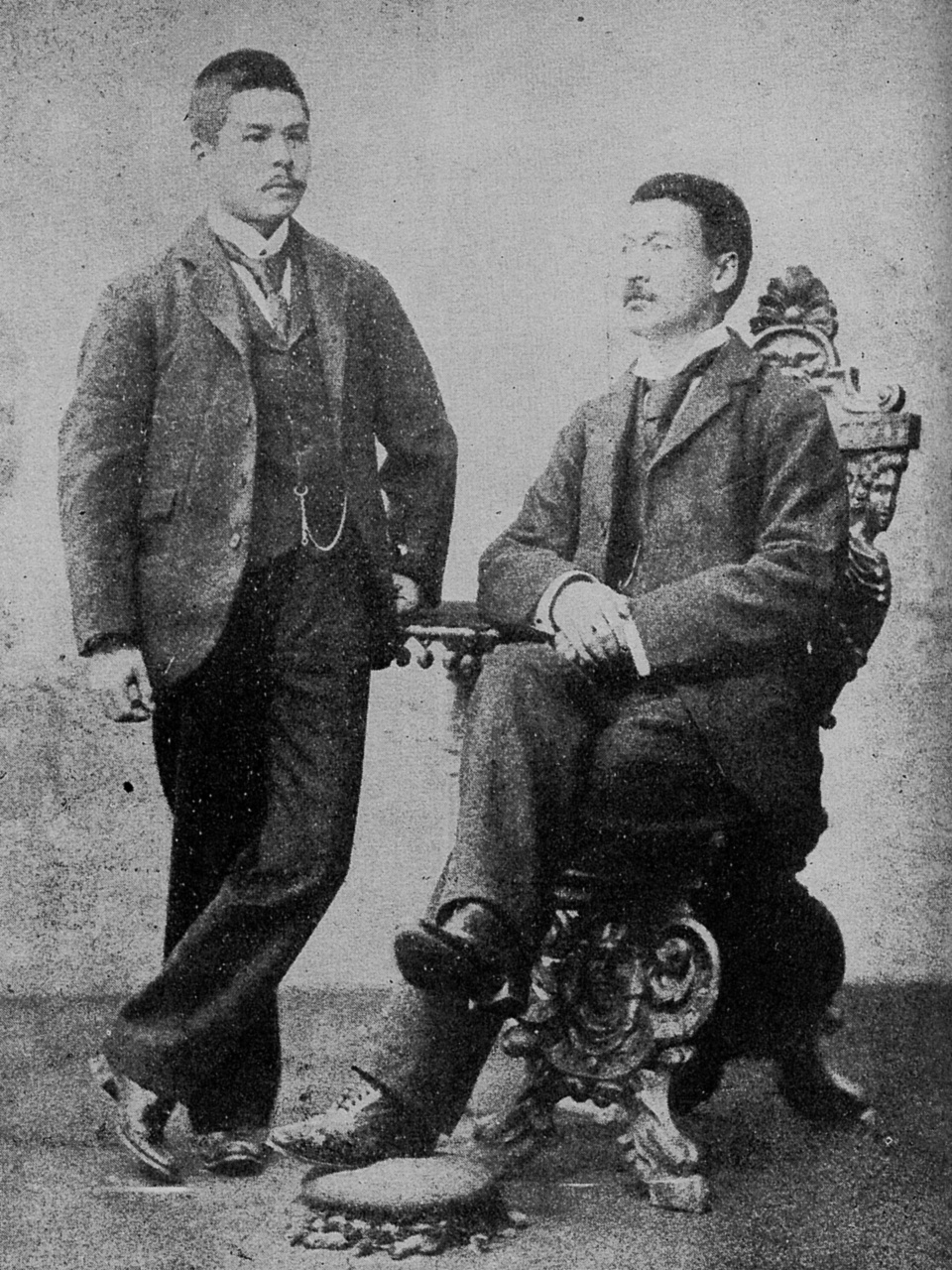
外遊中の徳富蘇峰（右）と深井英五（左）

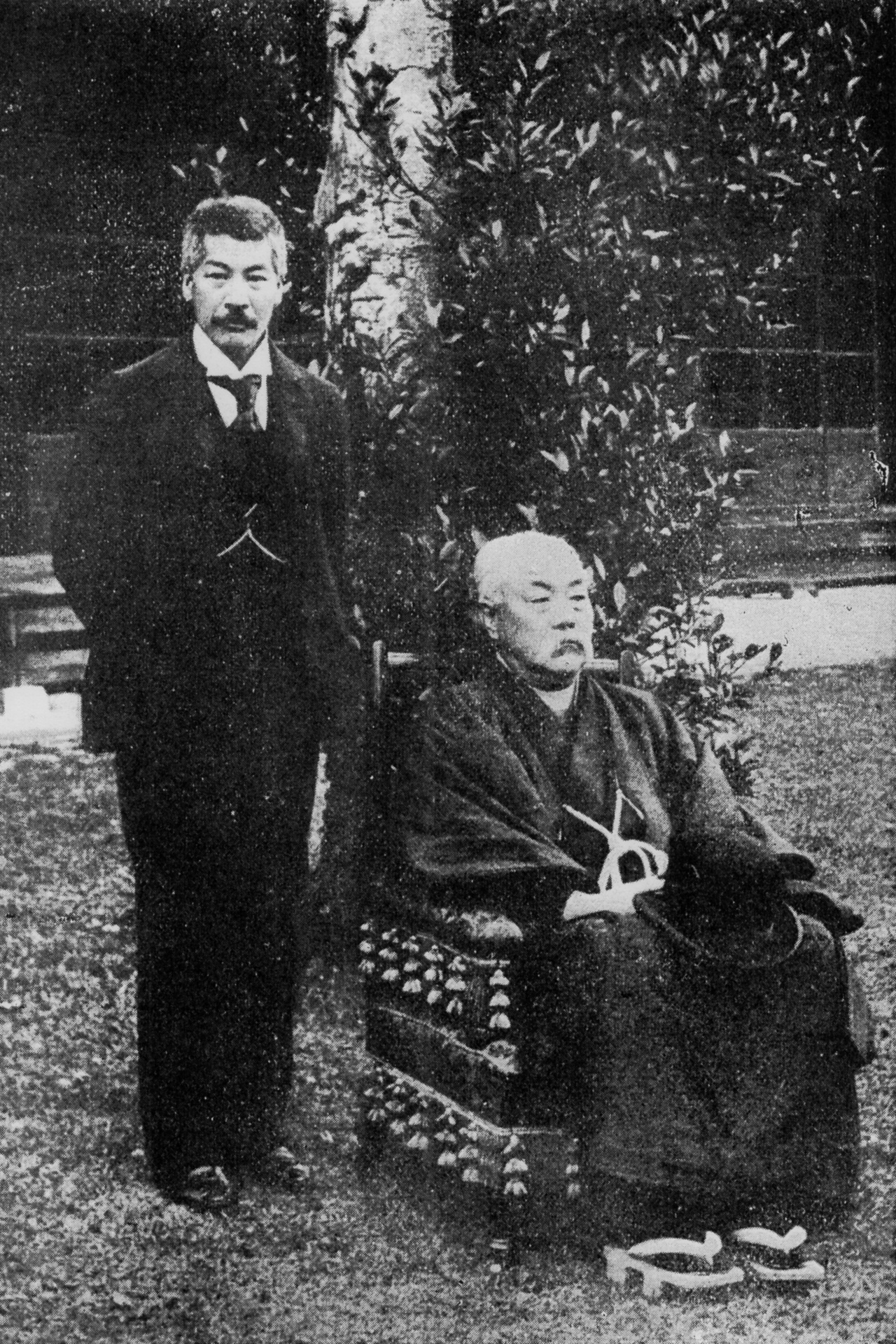
徳富蘇峰と松方正義（1899年）

遼東半島の還付（三国干渉）に強い衝撃を受けた蘇峰は、翌1896年（明治29年）より海外事情を知るための世界旅行に出かけた。同行したのは国民新聞社社員の深井英五であった。蘇峰は、渡欧する船のなかで「速やかに日英同盟を組織せよ」との社説を『国民之友』に掲載した。その欧米巡歴は、ロンドンを皮切りにオランダ、ドイツ、ポーランドを経てロシアに入り、モスクワでは文豪レフ・トルストイを訪ねた。その後、パリに入ってイギリスに戻り、さらにアメリカ合衆国に渡航している。ロンドンでは、『タイムズ』や『デイリー・ニューズ』などイギリスの新聞界と密に接触し、日英連繋の根回しをおこなっている。このころから蘇峰は、平民主義からしだいに強硬な国権論・国家膨脹主義へと転じていった。
帰国直後の1897年（明治30年）、第2次松方内閣の内務省勅任参事官に就任、従来の強固な政府批判の論調をゆるめると、反政府系の人士より、それを「変節」として反発された。
蘇峰は「予としてはただ日本男子としてなすべきことをなしたるに過ぎず」と述べているが、思想家の田岡嶺雲は蘇峰に対し「一言の氏に寄すべきあり、曰く一片の真骨頂を有てよ。説を変ずるはよし、節を変ずるなかれと」と記して批判し、同じく思想家にして社会主義者の堺利彦もまた「蘇峰君は策士となったのか、力の福音に屈したのか」とみずからの疑念を表明した。
1898年（明治31年）には『国民之友』の不買運動がおこり、売り上げは低迷した。蘇峰は、この年の8月『国民之友』のみならず『家庭雑誌』『欧文極東』も廃刊して、その言論活動を『國民新聞』に集中させた。なお、蘇峰の政治的姿勢の変化については、有力新聞を基盤として政治家と交際し、政界や官界に影響力を持った政客として活動することで政治を動かそうとしたとして肯定的な評価もある。
蘇峰はこののち山縣有朋や桂太郎との結びつきを深め、1901年（明治34年）6月に第1次桂内閣の成立とともに桂太郎を支援して、その艦隊増強案を支持し続け、1904年（明治37年）の日露戦争の開戦に際しては国論の統一と国際世論への働きかけに努めた。戦争が始まるや、蘇峰の支持した艦隊増強案が正しかったと評価され、『國民新聞』の購読者数は一時飛躍的に増大した。しかし、1905年（明治38年）の日露講和会議の報道では講和条約（ポーツマス条約）調印について、
と述べて、唯一賛成の立場をとったことから、国民新聞社は御用新聞、売国奴とみなされ、9月5日の日比谷焼打事件に際しては約5,000人もの群衆によって襲撃を受けた。社の印刷設備を破壊しようとする暴徒と社員が社屋入り口付近でもみ合いとなり、駆けつけた日比野雷風が抜刀してかろうじて撃退している。
1910年（明治43年）、韓国併合ののち、初代朝鮮総督の寺内正毅の依頼に応じ、朝鮮総督府の機関新聞社である京城日報社の監督に就いた。『京城日報』は、あらゆる新聞雑誌が発行停止となった併合後の朝鮮でわずかに発行を許された日本語新聞であった。
翌1911年（明治44年）8月24日には貴族院勅選議員に任じられている。前年5月には大逆事件の検挙が始まり、1911年（明治44年）1月には幸徳秋水ら24人に死刑判決が下った。弟の蘆花は、桂太郎首相に近い蘇峰に対し幸徳らの減刑助命の忠告をするよう求めたが、処刑の執行は速やかにおこなわれたため、間に合わなかった。
1912年（明治45年）7月30日、明治天皇崩御。蘇峰は明治天皇の死について、
と言及している。同年、専門学校令による同志社大学開校に際し、政治経済学部委員長に就任。

### 大正デモクラシー時代と『近世日本国民史』の執筆
1913年（大正2年）1月の第一次護憲運動のさなか桂太郎の立憲同志会創立趣旨草案を執筆している。
『國民新聞』は大正政変に際しても第3次桂内閣を支持したため、「桂の御用新聞」と見なされて再び襲撃を受けた。『蘇峰日誌』などによれば、このとき国民新聞社社員は活字用の溶解した鉛まで投げて群衆に抵抗し、社員のなかの1名はピストルを発射、それにより少なくとも死者1名、重傷者2名を出し、更に日本刀による応戦で負傷者多数が生じている。
蘇峰は、同年10月の桂の死を契機に政界を離れ、以降は「文章報国」を標榜して時事評論に健筆をふるった。1914年（大正3年）の父・一敬の死後は『時務一家言』『大正の青年と帝国の前途』を出版して『将来之日本』以来の言論人に立ち返ることを約した。
第一次世界大戦のさなかに書かれた『大正の青年と帝国の前途』のなかで蘇峰は、特徴的な「大正の青年」について、模範青年、成功青年、煩悶青年、耽溺青年、無色青年の5類型を掲げて論評しており、「金持ち三代目の若旦那」のようなものだと言っている。日清・日露の両戦争に勝利した日本は、独立そのものを心配しなくてはならないような状況は見あたらないから、彼らに創業者（維新の青年）のようにあれと求めても無理であり、彼らが「呑気至極」なのもやむを得ない、と述べたうえで、むしろ国際競争のなかで青年を呑気たらしめている国家のあり方、無意識的に惰性で運行しているかのような国家のあり方が問題なのであり、国家は意識的に国是を定めるべきだと主張した。
1915年（大正4年）11月、第2次大隈内閣は異例の新聞人叙勲をおこなっている。蘇峰は、このとき黒岩涙香、村山龍平、本山彦一らとともに勲三等を受章した。なお、蘇峰の『國民新聞』は立憲政友会に対しては批判的な記事を掲載することが多く、それは第1次西園寺内閣時代の1906年（明治39年）にさかのぼるが、「平民宰相」となった原敬が最も警戒すべき新聞として敵視していたのが『國民新聞』であった。二個師団増設問題の解決をめぐって互いに接近したこともあったが、1918年（大正7年）の原内閣成立後も、原は『國民新聞』に対する警戒を解かなかった
。
1918年（大正7年）5月、蘇峰は「修史述懐」を著述して年来持ちつづけた修史の意欲を公表した。同年7月、55歳となった蘇峰は『近世日本国民史』の執筆に取りかかって『國民新聞』にこれを発表、8月には京城日報社監督を辞任した。『近世日本国民史』は、日本の正しい歴史を書き残しておきたいという一念から始まった蘇峰のライフワークであり、当初は明治初年以降の歴史について記す予定であったが、明治を知るには幕末、幕末を知るには江戸時代が記されなければならないとして、結局、織田信長の時代以降の歴史を著したものとなった。『近世日本国民史』は、東京の大森に建てられた「山王草堂」と名づけた居宅（現在の大田区立山王草堂記念館）で執筆された。山王草堂には、隣接して自ら収集した和漢の書籍10万冊を保管した「成簀堂（せいきどう）文庫」という鉄筋コンクリート造、地上3階、地下2階の書庫が建てられた。
1923年（大正12年）には10巻を発表した段階で『近世日本国民史』の業績が認められ、帝国学士院の恩賜賞を受賞した。この年の9月1日昼に関東大震災発生時は、神奈川県逗子にいた、蘇峰は周囲が津波に襲われるなか、庭先で『近世日本国民史』の執筆をおこなっている。
1925年（大正14年）6月、蘇峰は帝国学士院会員に推挙され、その任に就いた。また、同年、皇室思想の普及などを目的とする施設「青山会館」が、蘇峰の寄付によって東京・青山に完成している。

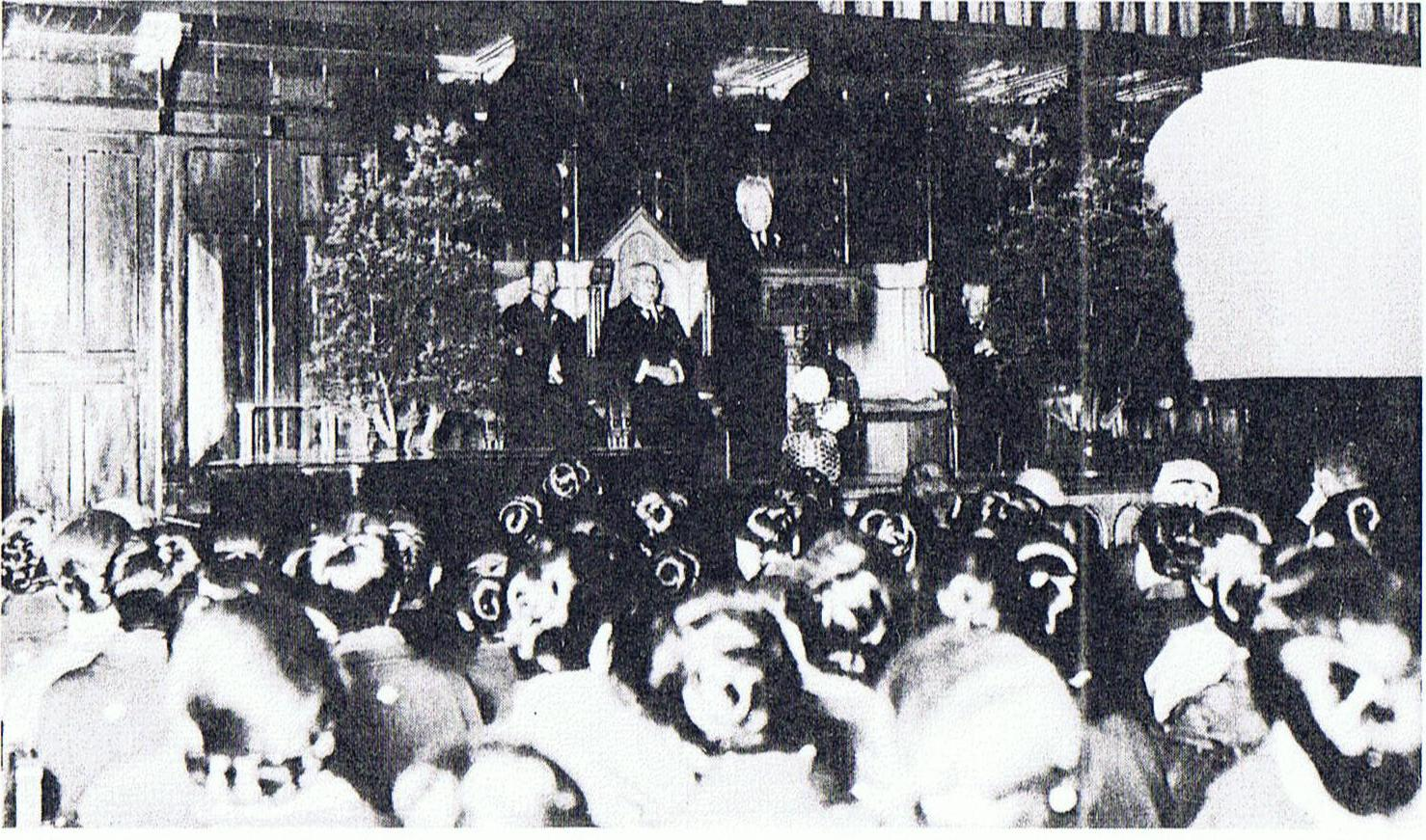
霊南坂教会創立50周年記念祝会（1929年（昭和4年）12月12日）

ジャーナリスト・評論家としての蘇峰は、大正デモクラシーの隆盛に対し、外に「帝国主義」、内に「平民主義」、両者を統合する「皇室中心主義」を唱え、また、国民皆兵主義の基盤として普通選挙制実現を肯定的にとらえている。1927年（昭和2年）、弟の蘆花が死去。1928年（昭和3年）には蘇峰の「文章報国40年祝賀会」が青山会館で開催されている。
帝国学士院会員としては、1927年（昭和2年）5月に「維新史考察の前提」、1928年（昭和3年）1月に「神皇正統記の一節に就て」、1931年（昭和6年）10月には「歴史上より見たる肥後及び其の人物」のそれぞれについて進講している。
なお、関東大震災後に国民新聞社の資本参加を求めた根津嘉一郎が副社長として腹心の河西豊太郎をすえると根津と河西のあいだに確執が深まり、1929年（昭和4年）、蘇峰は自ら創立した国民新聞社を退社した。その後は、本山彦一の引きで大阪毎日新聞社・東京日日新聞社に社賓として迎えられ、『近世日本国民史』連載の場を両紙に移している。

### 軍部との提携と大日本言論報国会

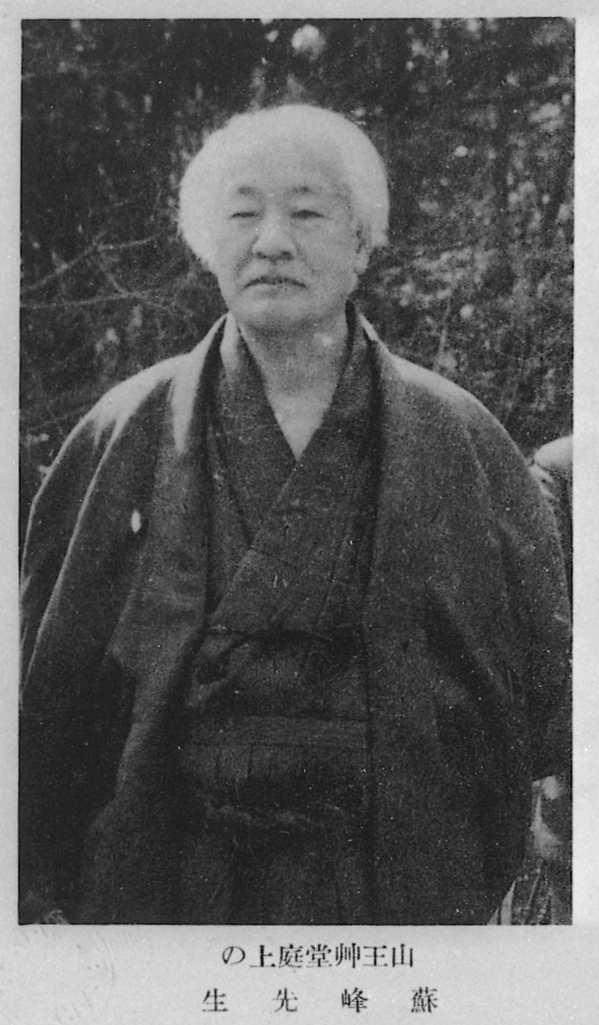
徳富蘇峰（1937年）

1931年（昭和6年）、『新成簀堂叢書』の刊行を開始した。同年に起こった満州事変以降、蘇峰はその日本ナショナリズムないし皇室中心主義的思想をもって軍部と結んで活躍、「白閥打破」、「興亜の大義」、「挙国一致」を喧伝した。
1935年（昭和10年）に『蘇峰自伝』、1939年（昭和14年）に『昭和国民読本』、1940年（昭和15年）には『満州建国読本』をそれぞれ刊行し、この間、1937年（昭和12年）6月に帝国芸術院会員となった。1940年（昭和15年）9月、日独伊三国軍事同盟締結の建白を近衛文麿首相に提出し、1941年（昭和16年）12月には東條英機首相に頼まれ、大東亜戦争開戦の詔勅を添削している。
1942年（昭和17年）5月には日本文学報国会を設立してみずから会長に就任、同年12月には内閣情報局指導のもと大日本言論報国会が設立されて、やはり会長に選ばれた。前者は、数多くの文学者が網羅的、かつ半ば強制的に会員とされたものであったのに対し、後者は内閣情報局職員の立会いのもと、特に戦争に協力的な言論人が会員として選ばれた。ここでは、皇国史観で有名な東京帝国大学教授・平泉澄や、京都帝国大学の哲学科出身で京都学派の高山岩男、高坂正顕、西谷啓治、鈴木成高らの発言権が大きかった。
1943年（昭和18年）4月に蘇峰は、三宅雪嶺らとともに東條内閣のもとで文化勲章を受章した。この年に蘇峰は80歳となり、三叉神経痛や眼病を患うようになったが、『近世日本国民史』の執筆は病気をおして継続している。1944年（昭和19年）2月には『必勝国民読本』を刊行した。
1945年（昭和20年）7月にポツダム宣言が発せられたが、蘇峰は受諾に反対。昭和天皇の非常大権の発動を画策したが、実現しなかった。

### 『近世日本国民史』の完成と晩年の蘇峰

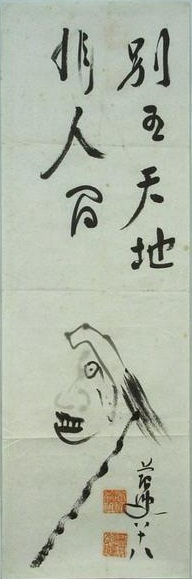
「達磨」88歳時の自画自賛像。「別有天地非人間」（李白の詩句）

1945年（昭和20年）9月、自らの戒名を「百敗院泡沫頑蘇居士」とする。戦前の日本における最大のオピニオンリーダーであった蘇峰は、同年12月2日、連合国軍最高司令官総司令部の逮捕命令対象者のリストに名を連ねた（A級戦犯容疑の第三次逮捕者59名中の1人）が、老齢と三叉神経痛のために自宅拘禁とされ、後に不起訴処分が下された。公職追放処分を受けたため、1946年（昭和21年）2月23日に貴族院勅選議員などの公職を辞して静岡県熱海市に蟄居した。また同年には戦犯容疑をかけられたことを理由に、言論人として道義的責任を取るとして文化勲章、勲二等旭日重光章を返上した。1948年（昭和23年）12月7日、妻の静子が死去。熱海に蟄居となったこのころの蘇峰は、さかんに達磨画を描いている。
蘇峰は終戦後も日記を書き続けており、その中で、昭和天皇について「天皇としての御修養については頗る貧弱」、「マッカーサー進駐軍の顔色のみを見ず、今少し国民の心意気を」などと述べている。
1951年（昭和26年）2月、終戦以来中断していた『近世日本国民史』の執筆を再開し、1952年（昭和27年）4月20日、ついに全巻完結した。『近世日本国民史』は、史料を駆使し、織田信長の時代から西南戦争までを記述した全100巻の膨大な史書であり、1918年（大正7年）の寄稿開始より34年の歳月が費やされている。高齢のため、98巻以降は口述筆記された。平泉澄の校訂により時事通信社で刊行されたが、100巻のうち24巻は生前の発刊に至らず、全巻の刊行は没後の1963年（昭和38年）、孫の徳富敬太郎の手によってなされた。
1952年（昭和27年）9月『勝利者の悲哀』『読書九十年』を出版、1954年（昭和29年）3月から1956年（昭和31年）6月まで『読売新聞』紙上に明治・大正・昭和の人物評伝として「三代人物史伝」を寄稿した。『勝利者の悲哀』では、近代アメリカ外交を批判すると同時に日本人にも反省を求めている。なお、「三代人物史伝」は蘇峰の死後、『三代人物史』と改題されたうえで刊行された。
1954年（昭和29年）には山中湖畔の双宜荘を同志社に寄贈し、翌年11月に行われた同志社創立80周年記念式にも老躯を押して出席するなど、同志社との関わりは生涯にわたって続いた。
1957年（昭和32年）11月2日、熱海の晩晴草堂で死去。享年95（満94歳没）。絶筆の銘は「一片の丹心渾べて吾を忘る」。葬儀は東京の霊南坂教会でおこなわれた。墓所は東京都立多磨霊園にある。

## 業績と評価

### 思想家蘇峰
思想家、言論人としての蘇峰は、その思想の振幅が大きく、行動が変化に富み、活動範囲も多岐にわたるため、その全体像をつかむのは容易ではない。蘇峰自身も、
と述べている（「日本国民の活題目」、『国民の友』第263号）。それについて、「変節漢」あるいは時流便乗派という否定的な評価があることも事実であり、終戦後の1946年（昭和21年）に同志社大学学長となった田畑忍は蘇峰に向かって「どうぞ先生、もう一度民主主義者になるような、みっともないことをしないでください」と述べたという。
それに対し、松岡正剛は、敬虔なクリスチャン、若き熊本の傑物、平民主義者、国民主義者、皇室中心主義者、大ジャーナリスト、文章報国に生きた言論人、そのいずれでもあったが、しかし、そのなかのどれかひとつに偏った人ではなかった、そして、歴史の舞台の現場から退くということのなかった人であると評価している。
戦前における国権主義的な言論活動については評判が悪く、戦後の日本史学界では、上述の蘇峰「日本国民の活題目」にみられるような情勢判断こそが近代日本のアジア進出さらには軍国主義の台頭を許した元凶ではないかとする見解が少なくない。

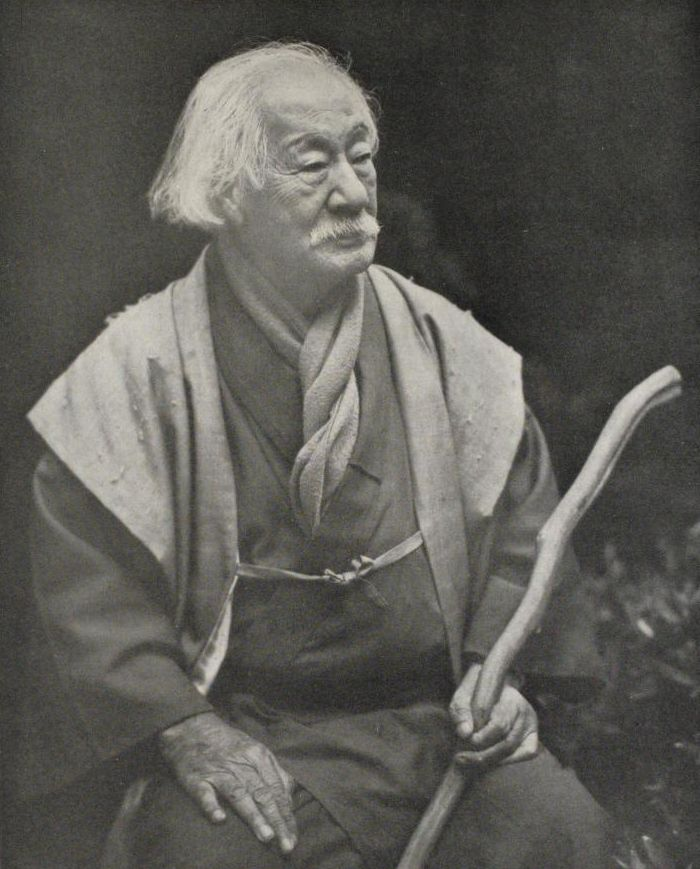
徳富蘇峰（1950年）

その一方で、久恒啓一は蘇峰が人びとにあたえた影響力の大きさを「影響力の広さ×影響力の深さ×影響力の長さ」で示すならば、蘇峰は近代日本社会にきわめて大きな影響をあたえた人物にほかならないとしている。
近代日本思想史を語るうえで重要な、三国干渉後の「蘇峰の変節」については、今日では仮に軽挙妄動の部分があったとしても決して蘇峰自身の内部では思想上の変節ではなかったとする評価が力を得ており、こうした見解は海外の研究者であるジョン・ピアーソン（1977年）、ビン・シン（1986年）によって示されている。すなわち、かれらは蘇峰はむしろ時勢に即して最良の歴史的選択を構想し続けた思想家であり、上述「日本国民の活題目」における判断は、変化する時代の潮流のなかで、その時々において最も妥当なものでなかったかと論じ、むしろ、日本人がどうして蘇峰のこうした判断を精緻化する方向に向かわなかったのかに疑義を呈している。

### 歴史家蘇峰
歴史家としての名声は山路愛山とならび、特にその史論が高く評価される。
史書『近世日本国民史』は民間史学の金字塔と呼ぶべき大作である。蘇峰は歴史について、こう語っている。
『近世日本国民史』は、第1巻「織田氏時代 前編」から最終巻までの総ページ数が4万2,468ページ、原稿用紙17万枚、文字数1,945万2,952文字におよび、ギネスブックに「最も多作な作家」と書かれているほどである。『近世日本国民史』の構成は、
- 緒論…織田豊臣時代〔10巻〕
- 中論…徳川時代〔19巻〕・孝明天皇の時代〔32巻〕
- 本論…明治天皇時代の初期10年間〔39巻〕

の計100巻となっており、とくに幕末期の孝明天皇時代に多くの巻が配分されている。

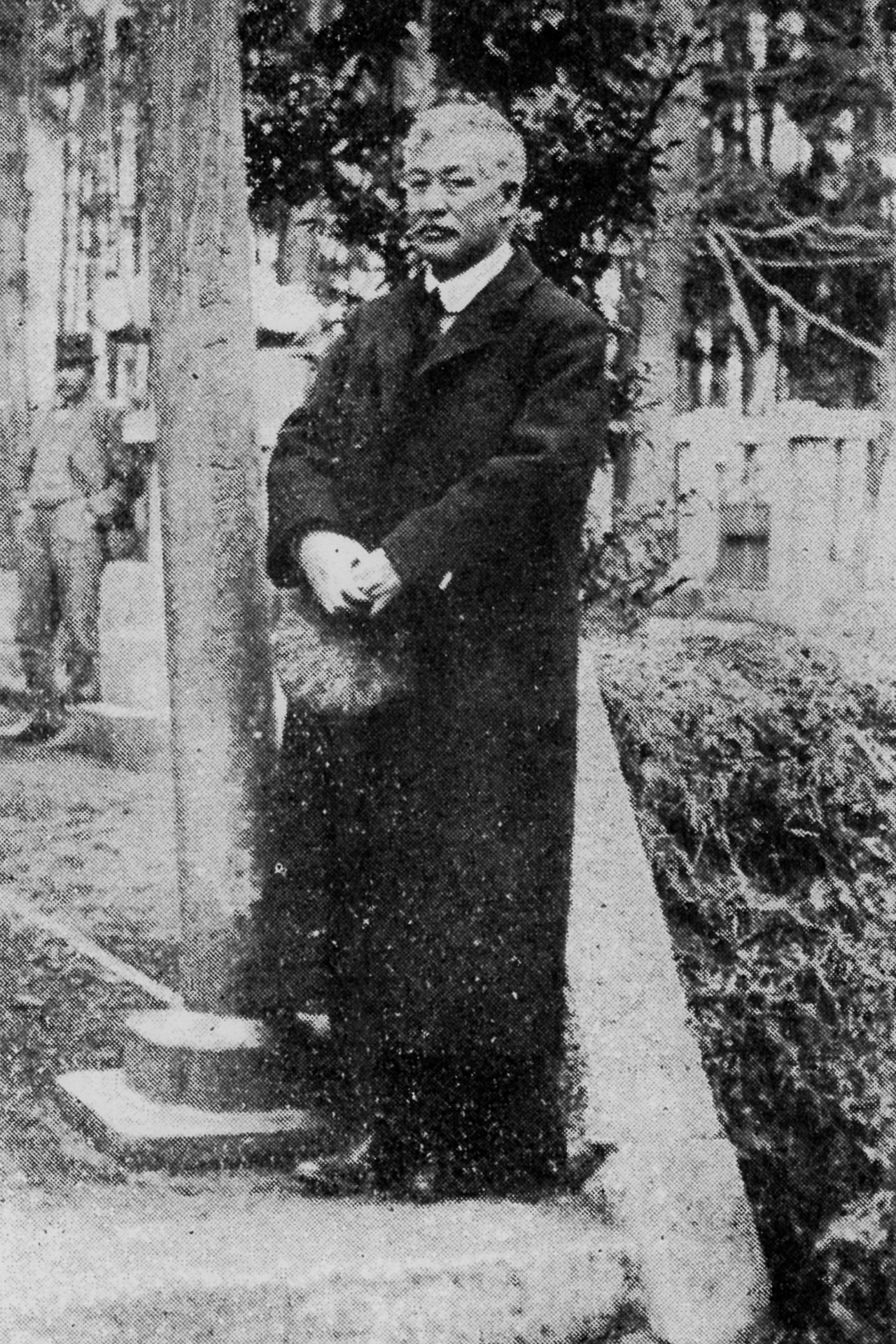
吉田松陰の墓前における徳富蘇峰（1913年）

蘇峰は、全体の3分の1近くをあてるほど孝明天皇時代すなわち幕末維新の激動に格別の意義を探っていた。しかし蘇峰は、「御一新」は未完のままあまりに短命に終息してしまったとみており、日本の近代には早めの「第二の維新」が必要であると考えた。それゆえ、蘇峰の思想には平民主義と皇国主義が入り混じり、ナショナリズムとグローバリズムとが結合した。なお、この件について松岡正剛は、蘇峰はあまりにも自ら立てた仮説に呑み込まれたのではないかと指摘している。
蘇峰は執筆当初、頼山陽の『日本外史』（22巻、800ページ）を国民史の分量として目標としていた。しかし、結果的には林羅山・林鵞峰の『本朝通鑑』（5,700ページ）や徳川光圀のはじめた『大日本史』（2,500ページ）の規模を上まわった。
『近世日本国民史』の第十八巻は元禄赤穂事件にあてられている。義士否認論では佐藤信方らの見解を記すとともに、「吉良を故君の仇と思ふは愚の至り」と思想も述べられる。但し、「大石の放蕩は敵を欺く為の計略といふ深慮遠謀などではなく、只の救い難き好色による処である」「寺坂の離脱は密命を帯びた為でなく、単に臆病だった為」等の独断による主観的な赤穂義士への悪口も散見される。
同書の最終巻は西南戦争にあてられている。その後の日本が興隆にむかったため西郷隆盛は保守反動として片づけられがちであるが、蘇峰は西郷をむしろ「超進歩主義者」とみており、一身を犠牲にした西郷率いる薩摩軍が敗北したことによって、人びとは言論によって政権を倒す方向へと向かったとしている。
杉原志啓によれば、アナキストの大杉栄が獄中で読みふけっていたのが蘇峰の『近世日本国民史』であり、同書はまた、正宗白鳥、菊池寛、久米正雄、吉川英治らによっても愛読されていた。松本清張は歴史家蘇峰を高く評価しており、遠藤周作も『近世日本国民史』はじめ蘇峰の修史には感嘆の念を表明していたという。
蘇峰は、『近世日本国民史』を執筆しながら「支那では4,000年の昔から偉大な政治家がたくさんいた。日本は政治の貧困のために国が滅びる」として、同書完成のあかつきには支那史（中国史）を書きたいとの意向を示していたという。
蘇峰は死ぬまで昭和維新、日本国憲法第9条、朝鮮戦争等のそれぞれの事象について、つねに独自の見解、いわば「蘇峰史観」をもっていた。その意味で蘇峰は松岡正剛によれば、日本近現代史においてはきわめて例外的な「現在的な歴史思想者」であったとしている。

### 言論人蘇峰
蘇峰が1916年（大正6年）に発表した『大正の青年と帝国の前途』の発行部数は約100万部にのぼった。当時のベストセラー作家だった夏目漱石の『吾輩は猫である』は、1905年（明治38年）から1907年（明治40年）に出版し、1917年（大正6年）までに1万1,500部（初版単行本の大蔵書店版）であるから、その影響力の大きさがわかる。
蘇峰は朝比奈知泉、福地源一郎（桜痴）、陸羯南などと同様、当時のメディアをリードした傑出した編集者であり記者であったが、その本質は政客的存在に近いものであった。社内では経営権をもち、創立者でもあることから広汎な自律性と裁量権を有するが、ゆえに一方で経営上・編集上の責任を負い、場合によっては政界の力を必要することもあった。逆言すれば、蘇峰・桜痴・羯南らは、いわばみずから組織をつくりあげたことで政治的存在となったのであり、後年の「番記者」のごとく既存の組織に属することによって活動して自らの地位を築いたのではなかった。当時にあっては、「国民新聞の蘇峰」というよりは「蘇峰の国民新聞」だったのである。その意味で、蘇峰らは「純粋な新聞界の住人というよりは政界と新聞界の両棲動物で、現住所は政界に近い」 と評される。しかし蘇峰は、生涯にわたって、みずから一記者であることを「記す者」という本来の意味において誇りに思っていた。

## 人物と交友関係

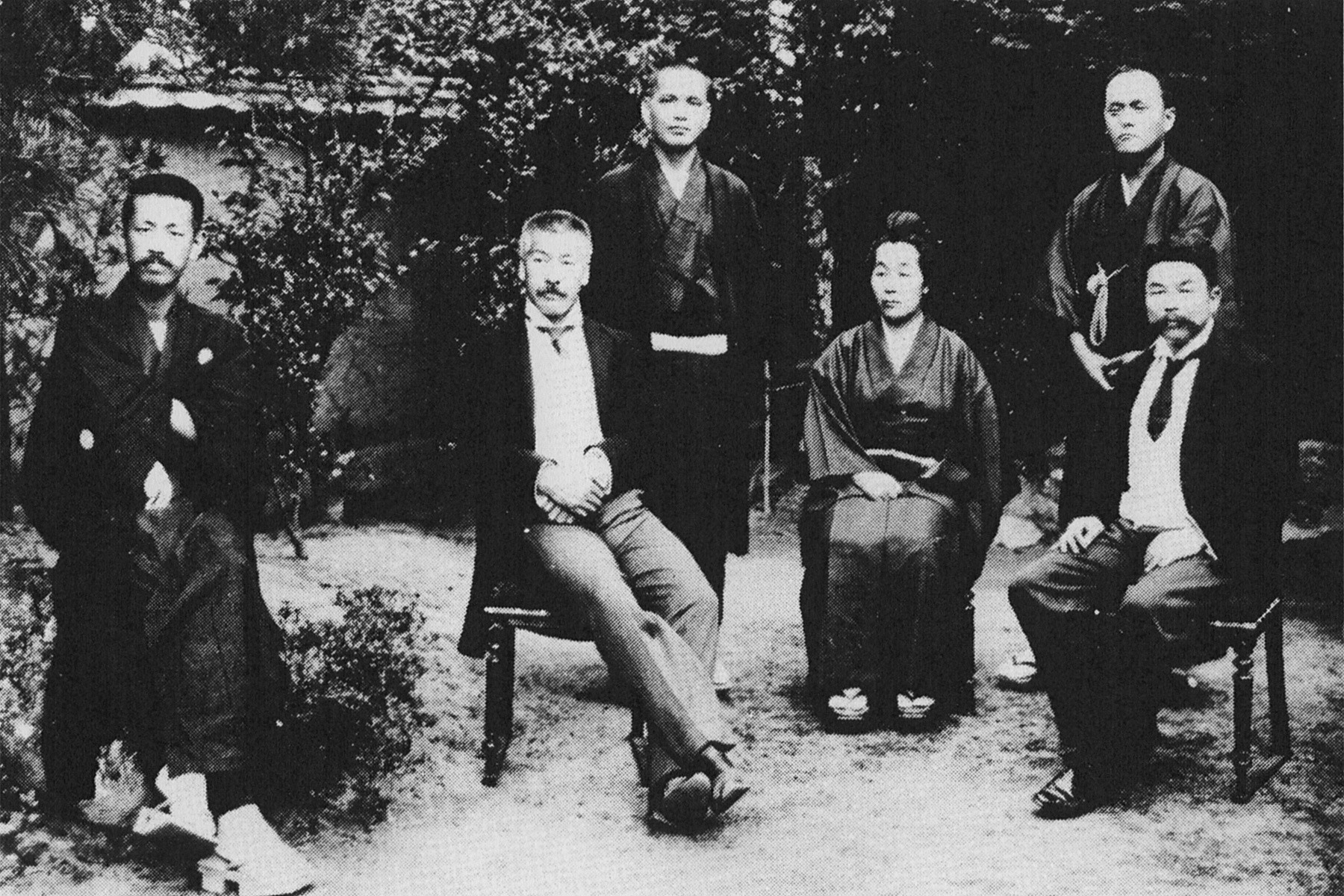
倉敷での講演時に撮影（1903年、左から大原孫三郎、徳富蘇峰、石井十次）

蘇峰は、新聞・雑誌のみならず、講演者としても活躍した。日本各地で数多くの講演をおこない、数百人、場合によっては1,000人をこえる聴衆を集め、つねに盛況だったといわれる。

### 多岐にわたる交友者
蘇峰の交友範囲は広く、与謝野晶子、鳩山一郎、緒方竹虎、佐佐木信綱、橋本関雪、尾崎行雄、加藤高明、斎藤茂吉、土屋文明、賀川豊彦、島木赤彦らの名前を掲げることができる。また、後藤新平、勝海舟、伊藤博文、森鷗外、渋沢栄一、東条英機、山本五十六、正力松太郎、中曽根康弘とも交遊があった。そこにイデオロギーや職業の違いはなく、あらゆるジャンル、年代の多様な人びとと親しく交際した。『近世日本国民史』の執筆に際しても、当時存命であった山縣有朋、勝海舟、伊藤博文、板垣退助、大隈重信、松方正義、西園寺公望、大山巌らに直接取材し、かれらのことばを詳細に紹介している。
親交のあった人の多くは蘇峰の高い学識に敬意をあらわした。与謝野晶子は、蘇峰について2首の短歌を詠んでいる。

### 交友者からの書簡
神奈川県二宮町にある徳富蘇峰記念館には、蘇峰にあてた4万6,000通余の書簡が保管されており、差出人は約1万2,000人にわたっている。『近世日本国民史』でも多くの書簡が駆使されて歴史や人物が描かれており、蘇峰自身も『蘇翁言志録』（1936年）で、
と述べるように、書簡を大切なものと考えていた。
蘇峰自身も手紙魔であり、朝食前に20本もの書簡を書いていたというエピソードがある。
徳富蘇峰記念館所蔵の書簡は、館員の高野静子による解説（正・続）が出版。
『蘇峰とその時代－そのよせられた書簡から』（1988年）では、勝海舟、新島襄、徳富蘆花、坪内逍遥、森鷗外、山田美妙、内田魯庵、中西梅花、幸田露伴、森田思軒、宮崎湖処子、志賀重昂、佐々城豊寿、酒井雄三郎、小泉信三、松岡洋右、中野正剛、大谷光瑞などとの書簡が、、紹介されている。
『続 蘇峰とその時代－小伝鬼才の書誌学者 島田翰』（1998年）では、島田翰、与謝野晶子、与謝野鉄幹、吉屋信子、杉田久女、夏目漱石、竹崎順子（伯母）、徳富久子（母）、徳富静子（妻）、矢島楫子（叔母）、潮田千勢子、植木枝盛、依田學海、野口そ恵子、吉野作造、滝田樗陰、麻田駒之助、菊池寛、山本実彦、島田清次郎、賀川豊彦、が紹介されている。
平成22年（2010年）には、高野静子編『蘇峰への手紙―中江兆民から松岡洋右まで』が出版された（各・下記参照）。

## 親族

### 主な親族

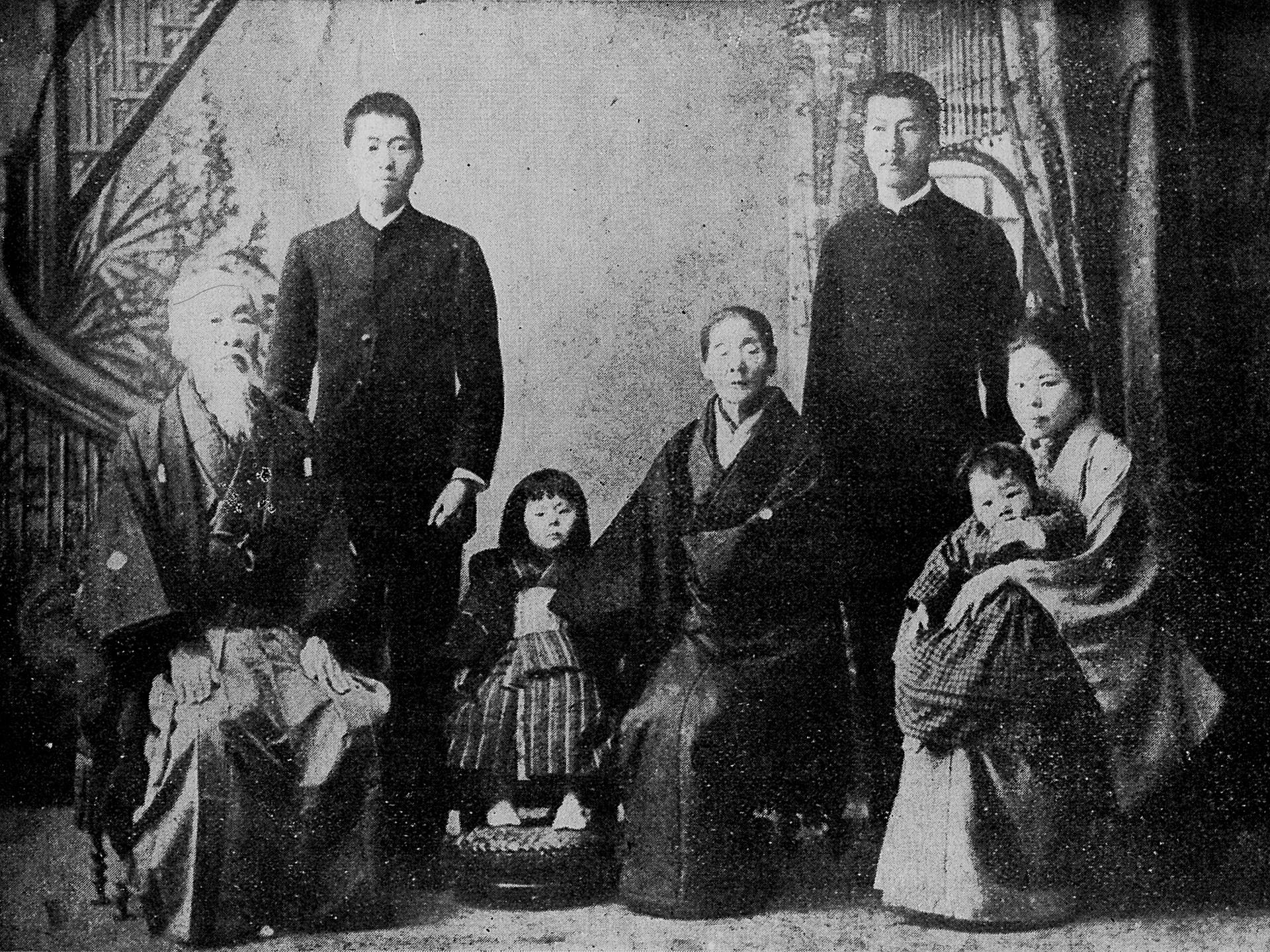
1891年の徳富家（前列に父一敬と母久子、妻静子。後列に蘇峰・蘆花兄弟）

祖父は辛島鹽井の高弟で津奈木手永御惣庄屋の徳富美信。美信は鶴眠と号し、肥後を訪れた頼山陽に会っている。
父は幕末維新期に肥後で開明思想家として活躍した徳富一敬で、藩政改革に際し雑税免除の大減税令を発した人物である。他地域では一敬のおこなった「肥後の大減税」を目標に百姓一揆が起こっている。一敬は93歳の長寿をまっとうした。一敬は横井小楠の第一の門弟であり、坂本龍馬が小楠を訪ねた時にも同席し、その様子を書き留めている。父方の伯父に一義、高廉、昌龍、伯母にますも、はるがいる。
母久子は上益城郡杉堂の矢嶋家出身で、禁酒運動家として活躍した。久子は91歳まで生きている。久子の姉・順子（竹崎順子）は熊本女学校（現熊本フェイス学院高等学校）の設立者で熊本における女子教育の先駆者、妹のつせ子（津世子）は横井小楠の妻で、同志社大学の基礎をきずいた海老名みや子の母である。禁酒・廃娼を主張して婦人矯風会を設立した矢嶋楫子も久子の妹で、久子は楫子の矯風運動を支援している。順子・久子・つせ子・楫子の4姉妹は四賢婦人と称されている。久子たち姉妹の兄である矢嶋源助は小楠の第二の門弟であり、順子の夫である竹崎律次郎もまた小楠の門弟であった。姉妹の長姉である藤島茂登子は熊本藩士藤島昌和の妻で、富山県・千葉県の官選知事を務めた藤島正健の母である。
妻は静子（旧姓は倉園）。蘇峰は妻思いで知られ、講演など全国どこへ行くのにも彼女を同伴したといわれる。
子は、静子とのあいだに男子は太多雄、萬熊（万熊）、忠三郎、武雄、女子は逸子、孝子、久子、直子、盛子、鶴子がいる。鶴子は一時期蘇峰の弟蘆花の養女となった。
蘇峰の長男・太多雄は、弟の萬熊・武雄らと共に東京府立第一中学校卒業。1912年（明治45年）に海軍兵学校を卒業し（海兵40期）海軍士官となるが、1931年（昭和6年）9月9日、42歳で亡くなっている。最終階級は海軍中佐。
太多雄には3男2女がいたが、太多雄の死後は蘇峰が父親代わりとなり、太多雄の未亡人・美佐尾を援け、5人の孫の教育をした。
- 長女・静子は日本女子大学を卒業した後、当時海軍政務次官であった松山常次郎の長男・望と婚姻した。
- 長男の敬太郎は府立一中から海軍兵学校に進み海軍大尉で終戦を迎える。
- 次男の剛二郎は東京大学農学部に進み、戦後宮崎大学農学部教授となる。
- 三男の太三郎は陸軍幼年学校から陸軍航空士官学校に進み陸軍少尉で満州で終戦を迎える。
- 二女の久子はお茶の水女子大学を卒業後、1954年（昭和29年）に当時熊本大学専任講師であった法政大学名誉教授でカント学者の浜田義文と婚姻した。

弟は小説家の徳冨蘆花（詳細後述）。姉の初子は政治家の湯浅治郎の後妻となった。初子は、日本で初めて男女共学による教育を受けた女性で、叔母同様、禁酒・廃娼運動家として活動した。治郎と初子との間には昆虫学者の湯浅八郎らが生まれている。初子の上に、常子、光子、音羽の姉がおり、蘆花のほかに夭逝した弟・友喜がいた。
女性解放運動家の久布白落実は姪、日本組合基督教会の指導者海老名弾正は遠戚にあたる。

### 弟・蘆花
小説『不如帰』で知られる5歳年下の弟・徳冨蘆花は、1903年（明治36年）に兄への「告別の辞」を発表して絶交。何かにつけて兄に反発していたが、大逆事件では幸徳秋水らの減刑について兄に取りなしを頼んでいる。この件は失敗に終わり、蘆花はその直後第一高等学校で「謀叛論」と題する有名な講演をおこなっている。これ以後、兄弟は長いあいだ疎遠な状態がつづいた。
1927年（昭和2年）蘆花が、群馬県伊香保で病床に就いた際に再会する。蘇峰が「おまえは日本一の弟だ」と話しかけると、蘆花は「兄貴こそ日本一だ。どうかいままでのことは水に流してくれ」と泣きながら訴えており、周囲の人に深い感動をあたえている。臨終の席で蘆花は兄に「後のことは頼む」と言い残して亡くなったといわれる。

## 旧宅・墓地

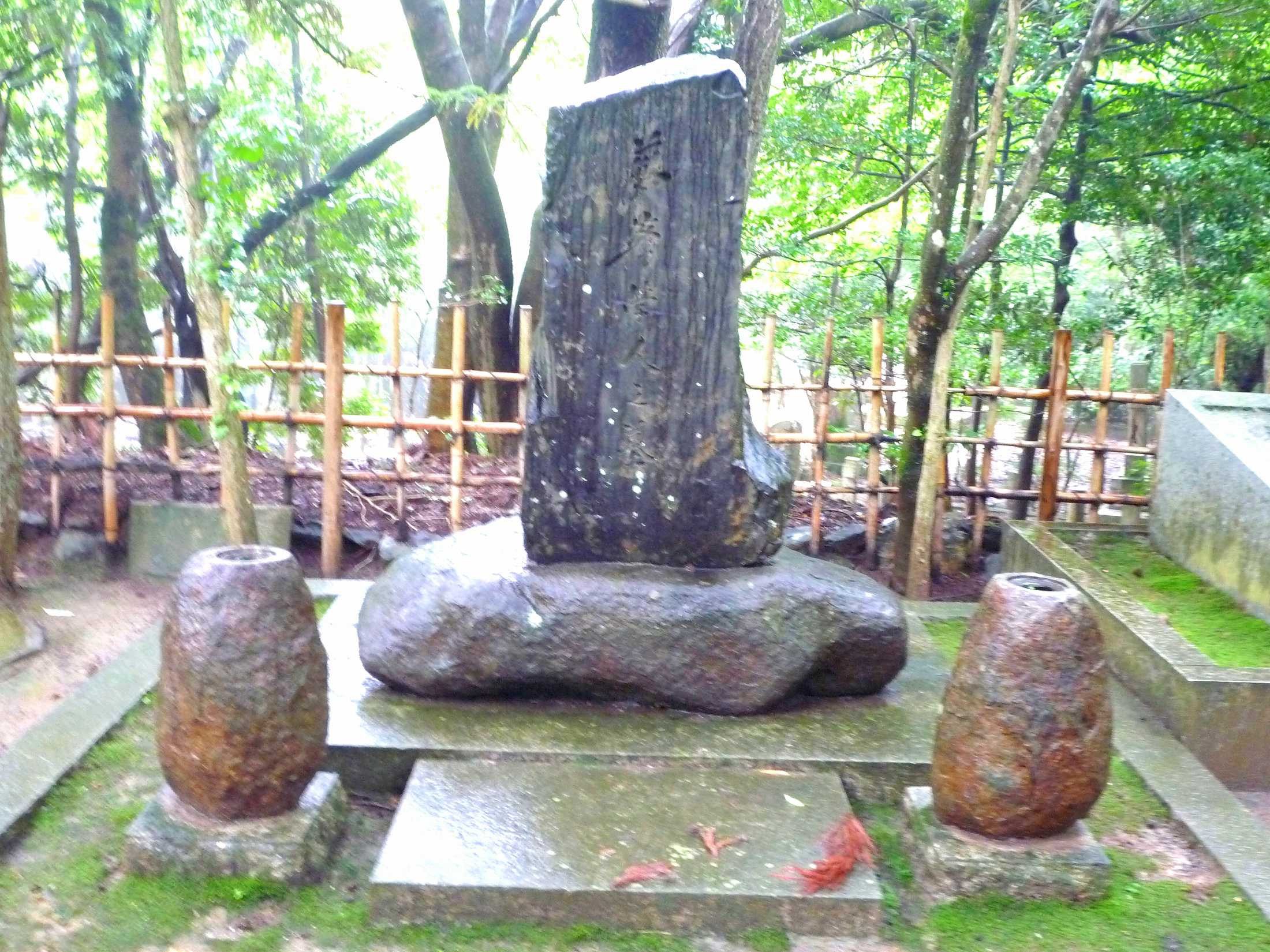
蘇峰の墓（京都市・同志社墓地）

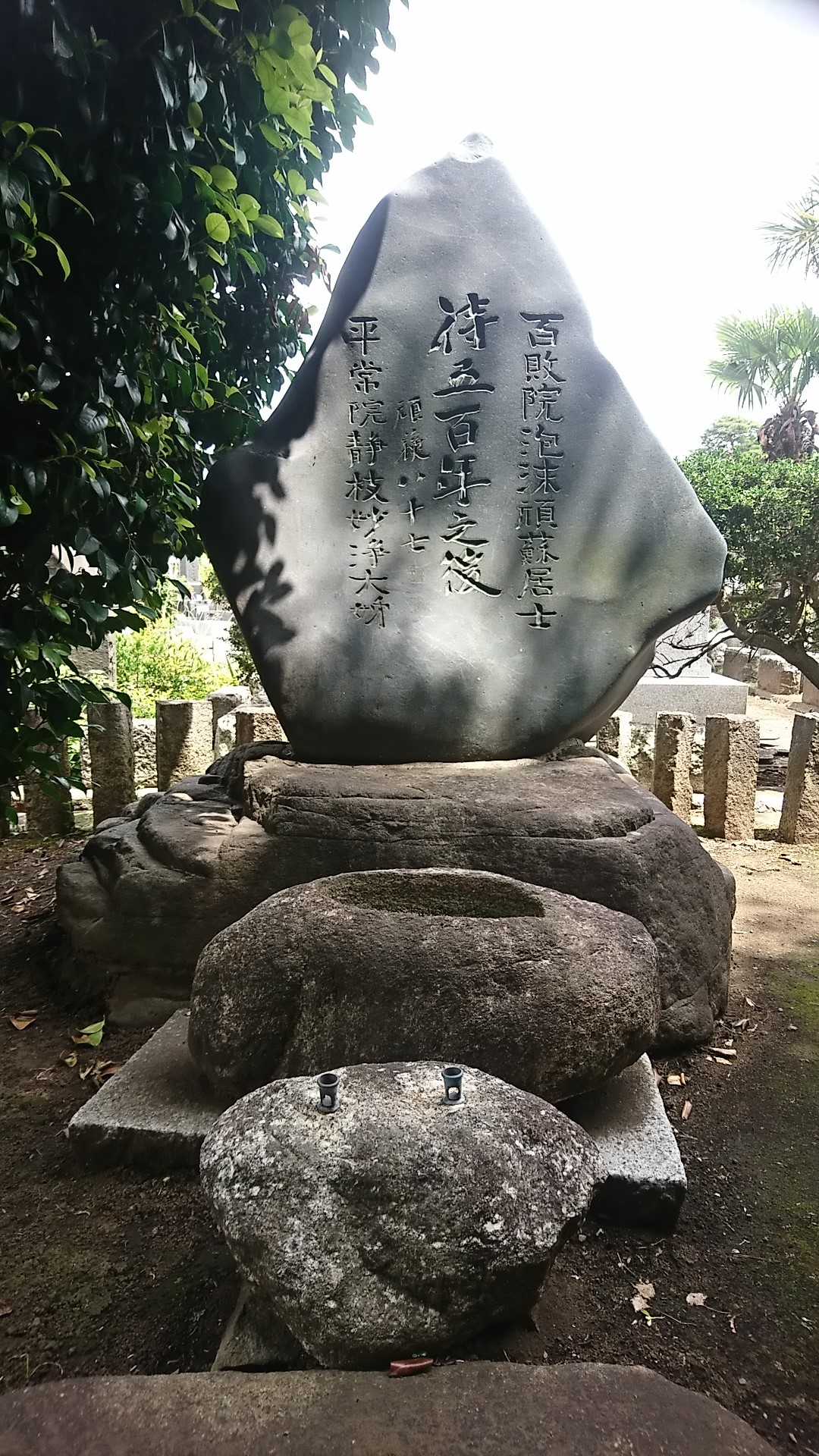
多磨霊園にある徳富蘇峰の墓

久恒啓一は、1人の人物について5つもの「記念館」が存在することは他に例をみないとして蘇峰の偉業を称えている。そのうちの2館は旧宅、1館は生家である母の実家である。
徳富旧邸・大江義塾跡
蘇峰・蘆花の兄弟が父・一敬とともに居住したのが熊本市大江4丁目の徳富旧邸である。明治3年（1870年）の熊本藩の藩政改革の際、一敬は藩の民政局大属に任命されて水俣から熊本に移り住むこととなり、元田永孚の斡旋でこの家を入手した。蘇峰が民主的な学校を目指した私塾、大江義塾の跡地でもある。建物は熊本市の有形文化財、跡地は熊本県指定史跡となっている。
山王草堂
蘇峰が「山王草堂」と名づけた旧宅跡が大田区立山王草堂記念館として公開されている。1924年（大正13年）から昭和18年（1943年）まで住み、『近世日本国民史』等の主要著作を著した。1988年（昭和63年）、大田区により「蘇峰公園」として整備公開され、蘇峰の書斎があった家屋2階部分と玄関部分が園内に復元保存された。館内には蘇峰の原稿や書簡類が展示されている。
- 所在地：東京都大田区山王1-41-21。JR京浜東北線大森駅下車、徒歩15分。
- 開館時間：AM9:00-PM4:30（入館は4時まで） 休館日：12月29日-1月3日、入館無料。

多磨霊園
墓所は東京都府中市の東京都立多磨霊園。碑銘は「待五百年後、頑蘇八十七」。右に蘇峰の戒名「百敗院泡沫頑蘇居士」、左に静子夫人の戒名「平常院静枝妙浄大姉」とある。
その他の墓地
出身地である熊本県水俣市牧の内の徳富家代々の墓地、静岡県御殿場市の青竜寺、京都府京都市左京区の若王子同志社墓地にも分骨埋葬がなされている。

## 賞歴・栄典
賞歴
- 1923年（大正12年）5月 - 恩賜賞

栄典
- 1897年（明治30年）10月30日 - 正五位[75]
- 1915年（大正4年）11月10日  - 勲三等瑞宝章[76]
- 1928年（昭和3年）11月10日 - 勲二等瑞宝章[77]
- 1943年（昭和18年）4月 - 文化勲章
  - 1946年（昭和21年）4月 - 文化勲章、勲二等旭日重光章返上

## 著作

### 原刊行年順
- 『明治廿三年後ノ政治家ノ資格ヲ論ス』私刊、1884年。
  - 『明治廿三年後ノ政治家ノ資格ヲ論ス』筑摩書房〈明治文学全集 34〉、1974年。
- 『自由、道徳、及儒教主義』私刊、1884年。
  - 『自由、道徳、及儒教主義』筑摩書房〈明治文学全集 34〉、1974年。
- 徳富猪一郎『将来之日本』経済雑誌社、1886年10月。
  - 『将来之日本』筑摩書房〈明治文学全集 34〉、1974年。
- 徳富猪一郎『新日本之青年』集成社、1887年4月。
  - 『新日本之青年』（増補3版）集成社、1888年。
  - 『新日本之青年』筑摩書房〈近代日本思想大系 8  徳富蘇峰集〉、1978年。
  - 『新日本之青年』筑摩書房〈明治文学全集 34〉、1974年。
- 垣田純朗 編『日本国防論』民友社、1889年1月。
- 徳富猪一郎『進歩乎退歩乎』民友社〈国民叢書第1冊〉、1891年6月。
- 徳富猪一郎『人物管見』民友社〈国民叢書第2冊〉、1892年5月。
- 徳富猪一郎『青年と教育』民友社〈国民叢書第3冊〉、1892年9月。
- 徳富猪一郎『吉田松陰』民友社、1893年12月。
- 徳富猪一郎『大日本膨脹論』民友社、1894年12月。
- 徳富猪一郎、深井英五『欧洲大勢三論』民友社、1895年4月。
- 『時務一家言』民友社、1913年。
- 『大正の青年と帝国の前途』民友社、1916年。
- 『杜甫と彌耳敦』民友社、1917年。
- 『支那漫遊記』民友社、1918年。
- 『大戦後の世界と日本』民友社、1920年。
- 『国民教育論』民友社、1923年。
- 『国民自覚論』民友社、1923年。
- 『蘇峰文粋 精神の復興』民友社、1924年。
- 『政界の革新』民友社、1924年。
- 『烟霞勝遊記 上下』民友社、1924年。
- 『大和民族の醒覚』民友社、1924年。
- 『烟霞勝遊記』民友社、1924年。
- 『静思余録』（改版本）、1924年。
- 『処世小訓』（改訂版）民友社、1924年。
- 『国民小訓』民友社、1925年。
- 『蘇峰随筆』民友社、1925年。
- 『三十七八年役と外交』民友社、1925年。
- 『第二蘇峰随筆』民友社、1925年。
- 『第一人物随録』民友社、1926年。
- 『野史亭独語』民友社、1925年。
- 『婦人の新教養』主婦之友社、1926年。
- 『西郷南洲先生』民友社、1926年。
- 『頼山陽』民友社、1926年。
- 『昭和一新論』民友社、1927年。
- 『大久保甲東先生』民友社、1927年。
- 『皇室と国民 蘇峰叢書1』民友社、1928年。
- 『名山遊記 蘇峰叢書2』民友社、1928年。
- 『国民と政治 蘇峰叢書3』民友社、1928年。
- 『好書品題 蘇峰叢書4』民友社、1928年。
- 『書斎感興 蘇峰叢書5』民友社、1928年。
- 『人物偶録 蘇峰叢書6』民友社、1928年。
- 『関東探勝記 蘇峰叢書7』民友社、1928年。
- 『言志小録 蘇峰叢書8』民友社、1928年。
- 『国民的教養 蘇峰叢書9』民友社、1929年。
- 『新聞記者と新聞 蘇峰叢書10』民友社、1929年。
- 『関西遊記 蘇峰叢書』民友社、1929年。
- 『読書と散歩 蘇峰叢書』民友社、1929年。
- 『日本名婦伝』主婦之友社、1928年。
- 『中庸の道』民友社、1928年。
- 『維新回天の偉業に於ける水戸の功績』民友社、1928年。
- 『木戸松菊先生』民友社、1928年。
- 『夫婦の道』主婦之友社、1928年。
- 『赤穂義士観』民友社、1929年。
- 『余は何故に国民新聞を去りたる乎』新聞時代社、1929年。
- 『維新回天史の一面』民友社、1929年。
- 『土佐の勤王』民友社、1929年。
- 『台湾遊記』民友社、1929年。
- 『日本帝国の一転機』民友社、1929年。
- 『時勢と人物』民友社、1929年。
- 『人間界と自然界』民友社、1929年。
- 『生活と書籍』民友社、1930年。
- 『歴史の興味』民友社、1930年。
- 『老記者叢話』民友社、1930年。
- 『時代と女性』民友社、1930年。
- 『景仰と自省』民友社、1930年。
- 『書窓雑記』民友社、1930年。
- 『教育勅語四十年』大阪毎日新聞社、1930年。
- 『修史余課』民友社、1931年。
- 『持身小訓』民友社、1931年。
- 『奉公小訓』民友社、1931年。
- 『世界の動きと維新史の教訓』偕行社、1931年。
- 『現在日本と世界の動き』民友社、1931年。
- 『卓上小話』民友社、1931年。
- 『わが母』民友社、1931年。
- 『吾が同胞に訴ふ』近代社、1931年。大谷光瑞と共著
- 『人間山陽と史家山陽』民友社、1932年。
- 『史境遍歴』民友社、1932年。
- 『読書人と山水』民友社、1932年。
- 『大事小事』民友社、1932年。
- 『明治天皇の御盛徳』民友社、1932年。
- 『勝海舟 偉人伝全集 第七巻』改造社、1932年。
- 『ペルリは日本の恩人か』日本講演通信社、1932年。
- 『武藤全権大使及其一行を送る』東京日日新聞社・大阪毎日新聞社、1932年。
- 『床次君八面談』近代社、1932年。
- 『典籍清話』民友社、1932年。
- 『東西史論』民友社、1933年。
- 『蘇峰随筆 愛書五十年』ブツクドム社、1933年。
- 『欧州現代史の暗流』民友社、1933年。
- 『増補 国民小訓』民友社、1933年。
- 『成簣堂閑記』書物展望社、1933年。
- 『聖徳景仰』民友社、1934年。
- 『明治維新の大業』民友社、1935年。
- 『四時佳興』民友社、1935年。
- 『漢籍を観る』大東出版社、1935年。
- 『蘇峰自伝』中央公論社、1935年。
- 『史論新集』民友社、1936年。
- 『我等の日本精神』民友社、1936年。
- 『蘇翁言志録』民友社、1936年。
- 『老記者の旅』民友社、1937年。
- 『現代女性訓』民友社、1937年。
- 『戦時慨言』民友社、1937年。
- 『皇道日本の世界化』民友社、1938年。
- 『我が交遊録』中央公論社、1938年。
- 『天然と人間』民友社、1938年。
- 『昭和国民読本』東京日日新聞社・大阪毎日新聞社、1939年。
- 『満州建国読本』日本電報通信社、1940年。
- 『必勝国民読本』毎日新聞社、1944年。
- 『皇國必勝論』明治書院、1945年。
- 『日本を知れ』東京日日新聞社、1945年。
- 『國史随想 平安朝の巻』宝雲舎、1948年。
- 『世界の二大詩人』宝雲舎、1948年。
- 『敗戦学校 國史の鍵』宝雲舎、1949年。
- 『読書九十年』大日本雄弁会講談社、1952年。
- 『勝利者の悲哀』大日本雄弁会講談社、1952年。

### 主な没後刊行
- 『三代人物史』 読売新聞社、1971年 --- 『近世日本国民史』以外で最後の単著。明治・大正・昭和三代にわたる人物回顧
- 『日本の名著40 徳富蘇峰 山路愛山』 中央公論社、1971年。責任編集 隅谷三喜男
  - 『将来之日本』（1886年）、『吉田松陰』（1893年）を収録
- 『明治文学全集34 徳富蘇峰集』 筑摩書房、1974年、新版2013年。植手通有編
  - 『官民調和論』（刊行年不明、熊本時代）、『明治廿三年後ノ政治家ノ資格ヲ論ス』（1884年私刊）、『自由、道徳、及儒教主義』（1884年私刊）、『将来之日本』（1886年）、『三版 新日本之青年』（1887年、私刊は1885年）、『吉田松陰』（1893年）、『大日本膨脹論』（1894年）、『時務一家言』（1913年）を収録
- 『近代日本思想大系8 徳富蘇峰集』 筑摩書房、1978年。神島二郎編
  - 『新日本之青年』（1887年、私刊は1885年）、『大正の青年と帝国の前途』（1916年）、『国民自覚論』（1923年）、『敗戦学校・国史の鍵』（1948年）、『勝利者の悲哀』（1952年）を収録
- 『徳富蘇峰　歴史の証言』国民新聞社、1980年[78]
- 『吉田松陰』 岩波文庫 1981年、ワイド版2001年。解説植手通有
- 『読書法』 講談社学術文庫 1981年
- 『静思余録』 講談社学術文庫 1984年
- 徳富猪一郎『蘇翁夢物語 わが交遊録』（川瀬一馬 解説）中公文庫、1990年。
- 『蘇峰 書物随筆』（全9巻）、ゆまに書房、1993年 （明治38年〜昭和10年の復刻版）
- 『弟 徳富蘆花』 中央公論社 1997年、中公文庫 2001年
- 『蘇峰自伝』 日本図書センター「人間の記録22」（復刻新版）、1997年
- 『徳富蘇峰 黒岩涙香 近代浪漫派文庫5』新学社 2004年
  - 『嗟呼国民之友生れたり』、『「透谷全集」を読む』、『還暦を迎ふる一新聞記者の回顧』、『紫式部と清少納言』、『淡窓全集』、『世界三文豪の満一百年忌』、『敗戦学校』、『宮崎兄弟の思ひ出』を収録
- 『勝利者の悲哀 日米戦争と必勝国民読本』毎日ワンズ、2013年
  - 『必勝国民読本』、『勝利者の悲哀』を収録
- 『将来の日本 吉田松陰』 中央公論新社〈中公クラシックス〉、2015年。解説杉原志啓
- 『皇道日本の世界化』徳間書店、2019年※。GHQ発禁図書
- 『国史より観たる皇室』藤原書店、2025年。所功註・解説

※は電子書籍版も刊行

### 書簡・日記・評伝
- 『往復書簡 後藤新平 - 徳富蘇峰 1895-1929』 高野静子編著、藤原書店、2006年、書簡全70通を収む。
  - 編者は『蘇峰とその時代 よせられた書簡から』（正は中央公論社・続は蘇峰記念館）を刊行。記念館にて購入可能。
- 『蘇峰への手紙 中江兆民から松岡洋右まで』 高野静子編著、藤原書店、2010年
- 『徳富蘇峰関係文書』 山川出版社（全3巻）、1982-87年 - 伊藤隆ほか編
蘇峰記念館が所蔵する蘇峰宛の書簡約4万6,000通から抄録。発信人は約1万2,000人に及ぶ[69]。
- 『『頑蘇夢物語』 徳富蘇峰 終戦後日記』 講談社（全4巻）※、2006年 - 昭和20年〜昭和22年の日記
  - 『徳富蘇峰 終戦後日記 『頑蘇夢物語』』 講談社学術文庫、2015年※。第1巻のみ、解説御厨貴
- 早川喜代次『徳富蘇峰』蘇峰会、1968年、新版1979年
  - 復刻版『伝記・徳富蘇峰』大空社「伝記叢書」、1991年
- 『想い出の蘇峰先生』蘇峰会編、1969年
- 『近代日本と徳富兄弟　徳富蘇峰生誕百四十年記念論集』岩崎達郎編、蘇峰会、2003年
- 安藤英男『蘇峰 徳富猪一郎』近藤出版社、1984年
- 『蘇峰の時代』熊本県立大学編著、熊本日日新聞社「熊日新書」、2013年 - 入門書
- 『徳富蘇峰　日本の生める最大の新聞記者』中野目徹、山川出版社「日本史リブレット人」、2023年 - 入門書

### 全般
- 民友社
- 国民之友
- 国民新聞社
- 國民新聞
- 日本文学報国会
- 大日本言論報国会
- 近世日本国民史
- 同志社
- 同志社大学設立の旨意
- 大江義塾

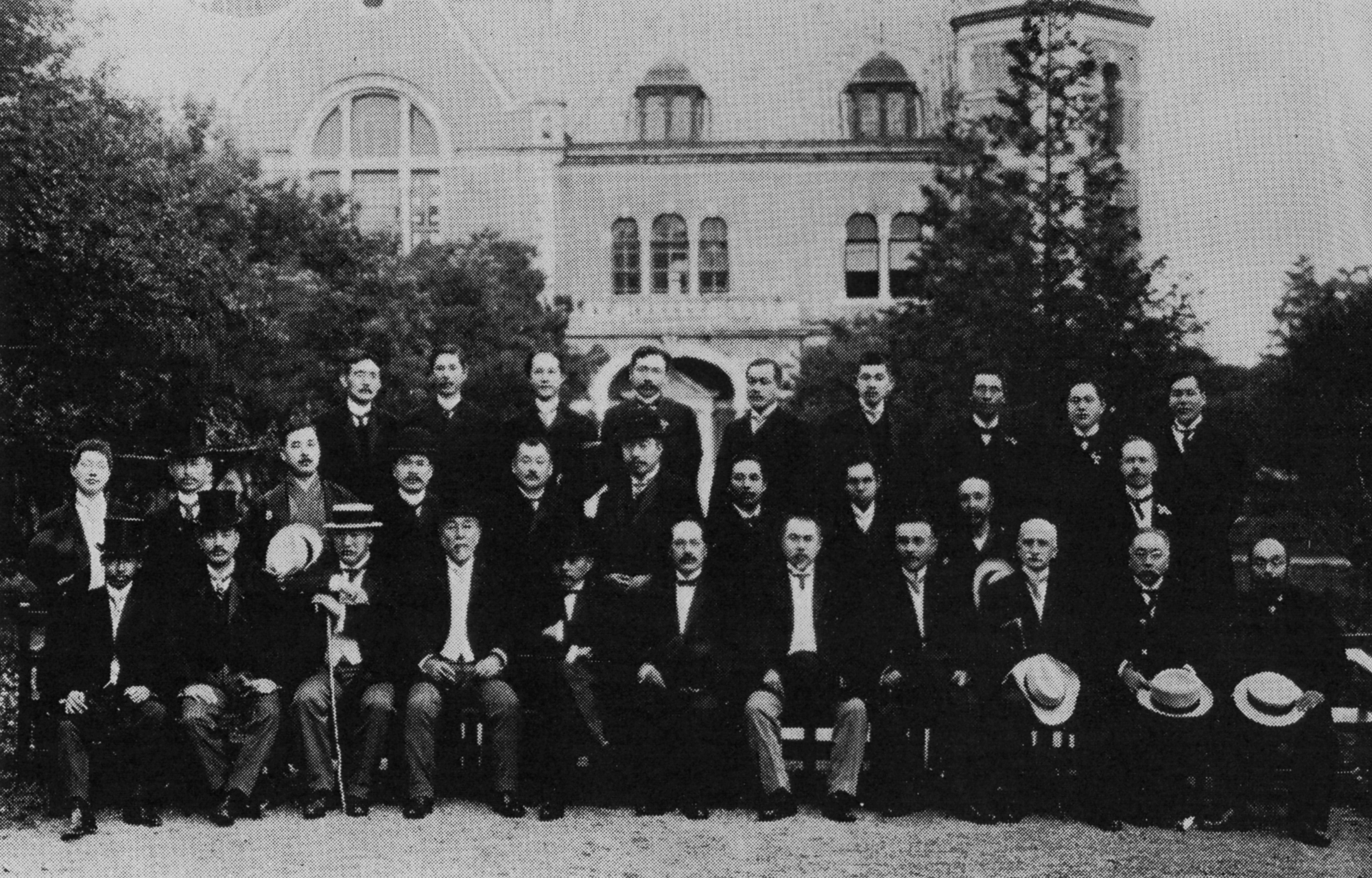
同志社大学開校記念撮影（1912年5月、前列左から3人目が徳富蘇峰）

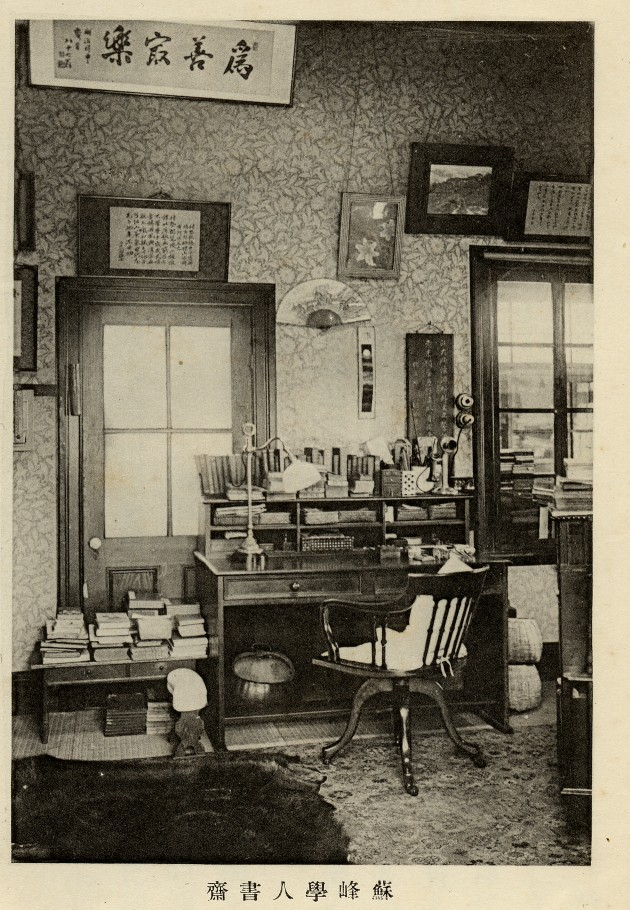
蘇峰學人書齋

- 千葉工業大学 - 前身の興亜工業大学設立に携わった。
- 大原社会問題研究所

### 人物
- 横井小楠
- 宗像政
- 野田卯太郎
- 中江兆民[注釈 23]
- 海老名弾正
- 山室軍平
- 留岡幸助
- 宮武外骨
- 長谷川才次
- 相沢熙 - 蘇峰の側近として秘書を務めた。

### 揮毫先
- 学校法人奈良大学[注釈 24]
- 浅野中学校・高等学校 - 前身の浅野綜合中学校の初代校長水崎基一は、蘇峰の信奉者であり、同志社大学の卒業生だった。「浅野綜合中学校」という玄関の看板（木の板）と[79]、敷地内に置かれている浅野総一郎の銅像の台座に刻まれた頌徳文（金属製）は、いずれも蘇峰の手になるものである[80]。

### 関連作品
- 涙たたえて微笑せよ 明治の息子・島田清次郎（1995年、NHK） - 演：芦田伸介
- 天成のジャーナリスト 徳富蘇峰（1995年11月3日[81]、テレビ熊本ドキュメンタリードラマ郷土の偉人シリーズ） - 演：田中健
- あの戦争は何だったのか 日米開戦と東條英機（2008年、TBS） - 演：西田敏行
- 八重の桜（2013年、NHK大河ドラマ） - 演：中村蒼